# Hyphydrus elegans
Hyphydrus elegans là một loài bọ cánh cứng trong họ Bọ nước. Loài này được Montrouzier miêu tả khoa học năm 1860.

## Hình ảnh

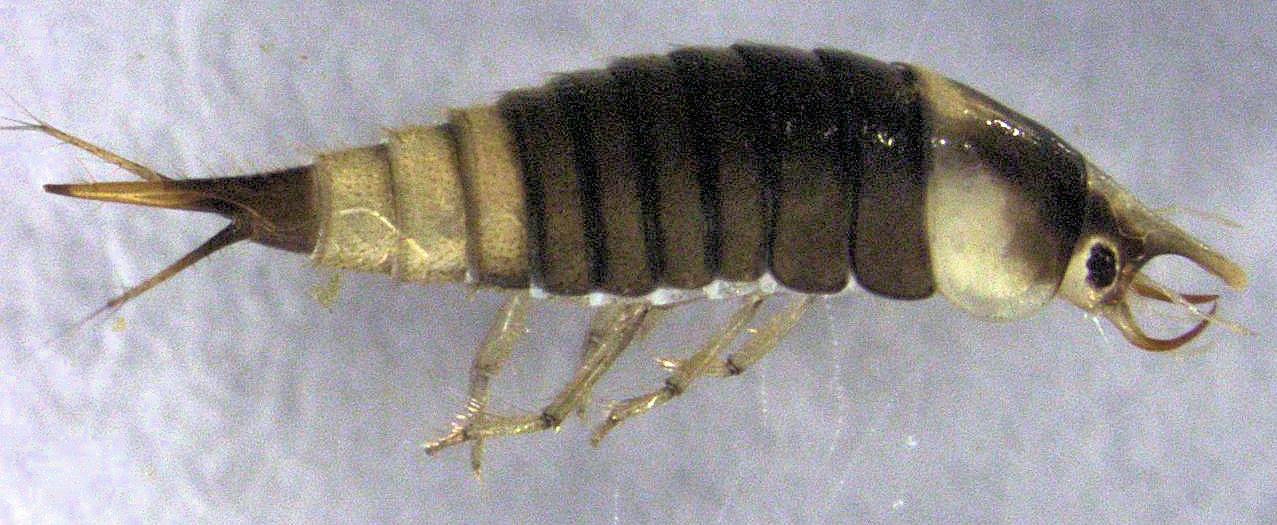